# Weltmeisterschaften im Gewichtheben 1998
Die 12. Weltmeisterschaften im Gewichtheben der Frauen und 69. Weltmeisterschaften im Gewichtheben der Männer fanden vom 7. bis 15. November 1998 in der finnischen Stadt Lahti statt. An den von der International Weightlifting Federation (IWF) im Zweikampf (Reißen und Stoßen) ausgetragenen Wettkämpfen nahmen 122 Gewichtheberinnen aus 35 Nationen und 210 Gewichtheber aus 53 Nationen teil.

## Medaillengewinner

### Männer

#### Klasse bis 56 Kilogramm
| Disziplin | Gold        | Gold     | Silber       | Silber   | Bronze         | Bronze   |
| --------- | ----------- | -------- | ------------ | -------- | -------------- | -------- |
| Reißen    | Halil Mutlu | 135,0 kg | Lan Shizhang | 127,5 kg | William Vargas | 127,5 kg |
| Stoßen    | Halil Mutlu | 160,0 kg | Iwan Iwanow  | 160,0 kg | Lan Shizhang   | 157,5 kg |
| Zweikampf | Halil Mutlu | 295,0 kg | Lan Shizhang | 285,0 kg | Iwan Iwanow    | 282,5 kg |

#### Klasse bis 62 Kilogramm
| Disziplin | Gold              | Gold     | Silber          | Silber   | Bronze             | Bronze   |
| --------- | ----------------- | -------- | --------------- | -------- | ------------------ | -------- |
| Reißen    | Leonidas Sampanis | 147,5 kg | Nikolaj Pešalov | 145,0 kg | Sewdalin Mintschew | 140,0 kg |
| Stoßen    | Leonidas Sampanis | 172,5 kg | Nikolaj Pešalov | 172,5 kg | Sewdalin Mintschew | 170,0 kg |
| Zweikampf | Leonidas Sampanis | 320,0 kg | Nikolaj Pešalov | 317,5 kg | Sewdalin Mintschew | 310,0 kg |

#### Klasse bis 69 Kilogramm
| Disziplin | Gold               | Gold     | Silber            | Silber   | Bronze            | Bronze   |
| --------- | ------------------ | -------- | ----------------- | -------- | ----------------- | -------- |
| Reißen    | Plamen Scheljaskow | 160,0 kg | Wan Jianhui       | 158,0 kg | Georgios Tzelilis | 155,0 kg |
| Stoßen    | Plamen Scheljaskow | 190,0 kg | Galabin Boewski   | 185,0 kg | Valerios Leonidis | 185,0 kg |
| Zweikampf | Plamen Scheljaskow | 350,0 kg | Georgios Tzelilis | 340,0 kg | Wan Jianhui       | 340,0 kg |

#### Klasse bis 77 Kilogramm
| Disziplin | Gold             | Gold     | Silber        | Silber   | Bronze        | Bronze   |
| --------- | ---------------- | -------- | ------------- | -------- | ------------- | -------- |
| Reißen    | Giorgi Assanidse | 168,0 kg | Mehmet Yılmaz | 165,0 kg | Zlatan Wanew  | 162,5 kg |
| Stoßen    | Zlatan Wanew     | 202,5 kg | Petar Tanew   | 202,5 kg | Viktor Mitrou | 202,5 kg |
| Zweikampf | Zlatan Wanew     | 365,0 kg | Petar Tanew   | 362,5 kg | Mehmet Yılmaz | 360,0 kg |

#### Klasse bis 85 Kilogramm
| Disziplin | Gold          | Gold     | Silber       | Silber   | Bronze          | Bronze   |
| --------- | ------------- | -------- | ------------ | -------- | --------------- | -------- |
| Reißen    | Georgi Gardew | 177,5 kg | Pyrros Dimas | 178,0 kg | Juri Myschkowez | 175,0 kg |
| Stoßen    | Marc Huster   | 210,0 kg | Pyrros Dimas | 210,0 kg | Juri Myschkowez | 207,5 kg |
| Zweikampf | Pyrros Dimas  | 387,5 kg | Marc Huster  | 385,0 kg | Juri Myschkowez | 382,5 kg |

#### Klasse bis 94 Kilogramm
| Disziplin | Gold                 | Gold     | Silber          | Silber   | Bronze               | Bronze   |
| --------- | -------------------- | -------- | --------------- | -------- | -------------------- | -------- |
| Reißen    | Oliver Caruso        | 182,5 kg | Tadeusz Drzazga | 180,0 kg | Akakios Kachiasvilis | 180,0 kg |
| Stoßen    | Akakios Kachiasvilis | 220,0 kg | Leonidas Kokas  | 217,5 kg | Szymon Kołecki       | 218,0 kg |
| Zweikampf | Akakios Kachiasvilis | 400,0 kg | Oliver Caruso   | 395,0 kg | Leonidas Kokas       | 392,5 kg |

#### Klasse bis 105 Kilogramm
| Disziplin | Gold            | Gold     | Silber         | Silber   | Bronze          | Bronze   |
| --------- | --------------- | -------- | -------------- | -------- | --------------- | -------- |
| Reißen    | Cui Wenhua      | 195,0 kg | Denys Gotfrid  | 192,5 kg | Ihor Rasorjonow | 190,0 kg |
| Stoßen    | Ihor Rasorjonow | 232,5 kg | Martin Tešovič | 227,5 kg | Cui Wenhua      | 225,0 kg |
| Zweikampf | Ihor Rasorjonow | 422,5 kg | Cui Wenhua     | 420,0 kg | Denys Gotfrid   | 415,0 kg |

#### Klasse über 105 Kilogramm
| Disziplin | Gold               | Gold     | Silber             | Silber   | Bronze             | Bronze   |
| --------- | ------------------ | -------- | ------------------ | -------- | ------------------ | -------- |
| Reißen    | Ara Wardanyan      | 197,5 kg | Andrei Tschemerkin | 197,5 kg | Viktors Ščerbatihs | 195,0 kg |
| Stoßen    | Andrei Tschemerkin | 240,0 kg | Paweł Najdek       | 232,5 kg | Ara Wardanyan      | 230,0 kg |
| Zweikampf | Andrei Tschemerkin | 437,5 kg | Ara Wardanyan      | 427,5 kg | Viktors Ščerbatihs | 422,5 kg |

### Frauen

#### Klasse bis 48 Kilogramm
| Disziplin | Gold     | Gold     | Silber      | Silber   | Bronze         | Bronze   |
| --------- | -------- | -------- | ----------- | -------- | -------------- | -------- |
| Reißen    | Li Yunli | 80,0 kg  | Chu Nan-mei | 77,5 kg  | Tsai Huey-woan | 77,5 kg  |
| Stoßen    | Li Yunli | 102,5 kg | Chu Nan-mei | 95,0 kg  | Kaori Niyanagi | 95,0 kg  |
| Zweikampf | Li Yunli | 182,5 kg | Chu Nan-mei | 172,5 kg | Tsai Huey-woan | 172,5 kg |

#### Klasse bis 53 Kilogramm
| Disziplin | Gold        | Gold     | Silber           | Silber   | Bronze     | Bronze   |
| --------- | ----------- | -------- | ---------------- | -------- | ---------- | -------- |
| Reißen    | Wang Xiufen | 92,5 kg  | Isabela Dragnewa | 87,5 kg  | Robin Goad | 82,5 kg  |
| Stoßen    | Wang Xiufen | 117,5 kg | Isabela Dragnewa | 105,0 kg | Robin Goad | 100,0 kg |
| Zweikampf | Wang Xiufen | 210,0 kg | Isabela Dragnewa | 192,5 kg | Robin Goad | 182,5 kg |

#### Klasse bis 58 Kilogramm
| Disziplin | Gold          | Gold     | Silber          | Silber   | Bronze       | Bronze   |
| --------- | ------------- | -------- | --------------- | -------- | ------------ | -------- |
| Reißen    | Kuo Ping-chun | 92,5 kg  | Song Zhijuan    | 92,5 kg  | Neli Jankowa | 87,5 kg  |
| Stoßen    | Kuo Ping-chun | 115,0 kg | Maryse Turcotte | 115,0 kg | Song Zhijuan | 115,0 kg |
| Zweikampf | Kuo Ping-chun | 207,5 kg | Song Zhijuan    | 207,5 kg | Neli Jankowa | 200,0 kg |

#### Klasse bis 63 Kilogramm
| Disziplin | Gold          | Gold     | Silber           | Silber   | Bronze            | Bronze   |
| --------- | ------------- | -------- | ---------------- | -------- | ----------------- | -------- |
| Reißen    | Chen Jui-lien | 102,5 kg | Walentina Popowa | 100,0 kg | Shi Lihua         | 97,5 kg  |
| Stoßen    | Shi Lihua     | 127,5 kg | Chen Jui-lien    | 122,5 kg | Aneta Szczepańska | 115,0 kg |
| Zweikampf | Chen Jui-lien | 225,0 kg | Shi Lihua        | 225,0 kg | Walentina Popowa  | 215,0 kg |

#### Klasse bis 69 Kilogramm
| Disziplin | Gold         | Gold     | Silber          | Silber   | Bronze          | Bronze   |
| --------- | ------------ | -------- | --------------- | -------- | --------------- | -------- |
| Reißen    | Tang Weifang | 110,5 kg | Erzsébet Márkus | 102,5 kg | Wu Mei-yi       | 100,0 kg |
| Stoßen    | Tang Weifang | 130,0 kg | Wu Mei-yi       | 127,5 kg | Irina Kassimowa | 127,5 kg |
| Zweikampf | Tang Weifang | 240,0 kg | Wu Mei-yi       | 227,5 kg | Irina Kassimowa | 225,0 kg |

#### Klasse bis 75 Kilogramm
| Disziplin | Gold              | Gold     | Silber            | Silber   | Bronze       | Bronze   |
| --------- | ----------------- | -------- | ----------------- | -------- | ------------ | -------- |
| Reißen    | Karoliina Lundahl | 105,0 kg | Mónica Carrió     | 100,0 kg | Şule Şahbaz  | 100,0 kg |
| Stoßen    | Gao Xiaoyan       | 130,0 kg | Karoliina Lundahl | 125,0 kg | Mária Takács | 120,0 kg |
| Zweikampf | Karoliina Lundahl | 230,0 kg | Şule Şahbaz       | 220,0 kg | Mária Takács | 217,5 kg |

#### Klasse über 75 Kilogramm
| Disziplin | Gold          | Gold     | Silber          | Silber   | Bronze        | Bronze   |
| --------- | ------------- | -------- | --------------- | -------- | ------------- | -------- |
| Reißen    | Agata Wróbel  | 115,0 kg | María Urrutia   | 110,0 kg | Tang Gonghong | 110,0 kg |
| Stoßen    | Tang Gonghong | 145,0 kg | Chen Hsiao-lien | 140,0 kg | María Urrutia | 132,5 kg |
| Zweikampf | Tang Gonghong | 255,0 kg | Chen Hsiao-lien | 245,0 kg | María Urrutia | 242,5 kg |

## Medaillenspiegel
Die Platzierungen im Medaillenspiegel sind nach der Anzahl der gewonnenen Goldmedaillen sortiert, gefolgt von der Anzahl der Silber- und Bronzemedaillen (lexikographische Ordnung). Weisen zwei oder mehr Nationen eine identische Medaillenbilanz auf, werden sie alphabetisch geordnet auf dem gleichen Rang geführt.
| Rang | Nation              | Gold | Silber | Bronze | Gesamt |
| ---- | ------------------- | ---- | ------ | ------ | ------ |
| 1.   | Volksrepublik China | 14   | 7      | 6      | 27     |
| 2.   | Bulgarien           | 6    | 7      | 7      | 20     |
| 3.   | Griechenland        | 6    | 4      | 5      | 15     |
| 4.   | Chinesisch Taipeh   | 5    | 8      | 3      | 16     |
| 5.   | Türkei              | 3    | 2      | 2      | 7      |
| 6.   | Russland            | 2    | 2      | 6      | 10     |
| 7.   | Ukraine             | 2    | 1      | 2      | 5      |
| 8.   | Deutschland         | 2    | 2      | 0      | 4      |
| 9.   | Finnland            | 2    | 1      | 0      | 3      |
| 10.  | Polen               | 1    | 2      | 2      | 5      |
| 11.  | Armenien            | 1    | 1      | 1      | 3      |
| 12.  | Georgien            | 1    | 0      | 0      | 1      |
| 13.  | Kroatien            | 0    | 3      | 0      | 3      |
| 14.  | Ungarn              | 0    | 1      | 2      | 3      |
| 14.  | Kolumbien           | 0    | 1      | 2      | 3      |
| 16.  | Kanada              | 0    | 1      | 0      | 1      |
| 16.  | Slowakei            | 0    | 1      | 0      | 1      |
| 16.  | Spanien             | 0    | 1      | 0      | 1      |
| 19.  | Ukraine             | 0    | 0      | 3      | 3      |
| 20.  | Lettland            | 0    | 0      | 2      | 2      |
| 21.  | Kuba                | 0    | 0      | 1      | 1      |
| 21.  | Japan               | 0    | 0      | 1      | 1      |